# Jirishanca
Jirishanca és una muntanya de la serralada Huayhuash, una secció dels Andes del Perú, que s'eleva fins als 6.094 msnm. Altres fonts indiquen que la seva alçada és de 6.125 msnm.

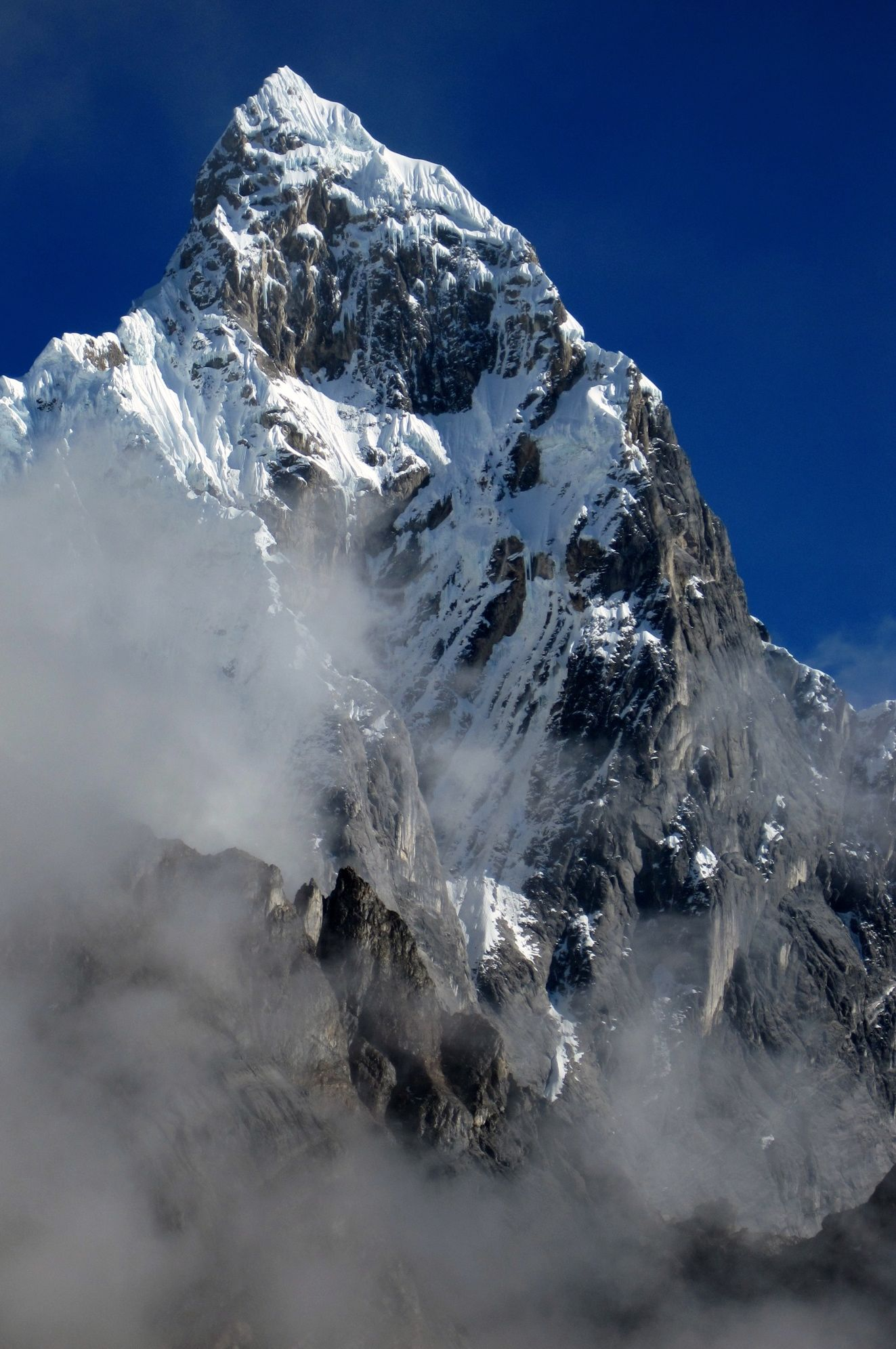
Cara sud-est del Jirishanca

## Ascensions
És un cim difícil d'escalar i ha tingut pocs ascensions amb èxit. La primera ascensió la van fer els muntanyencs austríacs Toni Egger i Siegfried Jungmair per la cara nord-est el juliol del 1957, en el que fou considerat com "una de les gestes d'escalada més atrevides que hagi realitzat mai a la Cordillera". Aquesta ruta només s'ha repetit una vegada. El 6 de juliol de 1969, un equip italià dirigit pel Riccardo Cassin, realitzà la primera ascensió per la cara de oest. El 31 de juliol de 1971 els estatunidencs Dean Caldwell i Jon Bowlin van fer la primera ascensió per la cara sud-oest en dos dies. El 1973 un equip japonès dirigit per Masayuki Shinohara va aconseguir escalar per primera vegada la cara sud-est, tot i que van trigar 49 dies.